# Gampsocera luteiceps
Gampsocera luteiceps är en tvåvingeart som beskrevs av Meijere 1913. Gampsocera luteiceps ingår i släktet Gampsocera och familjen fritflugor. Inga underarter finns listade i Catalogue of Life.